# Ponte Buriano
Die Ponte Buriano ist eine mittelalterliche Bogenbrücke über den Arno nahe der Stadt Arezzo.  Die Brücke durchquert auch den obersten Teil des 1958
errichteten Penna-Stausees des Arno.

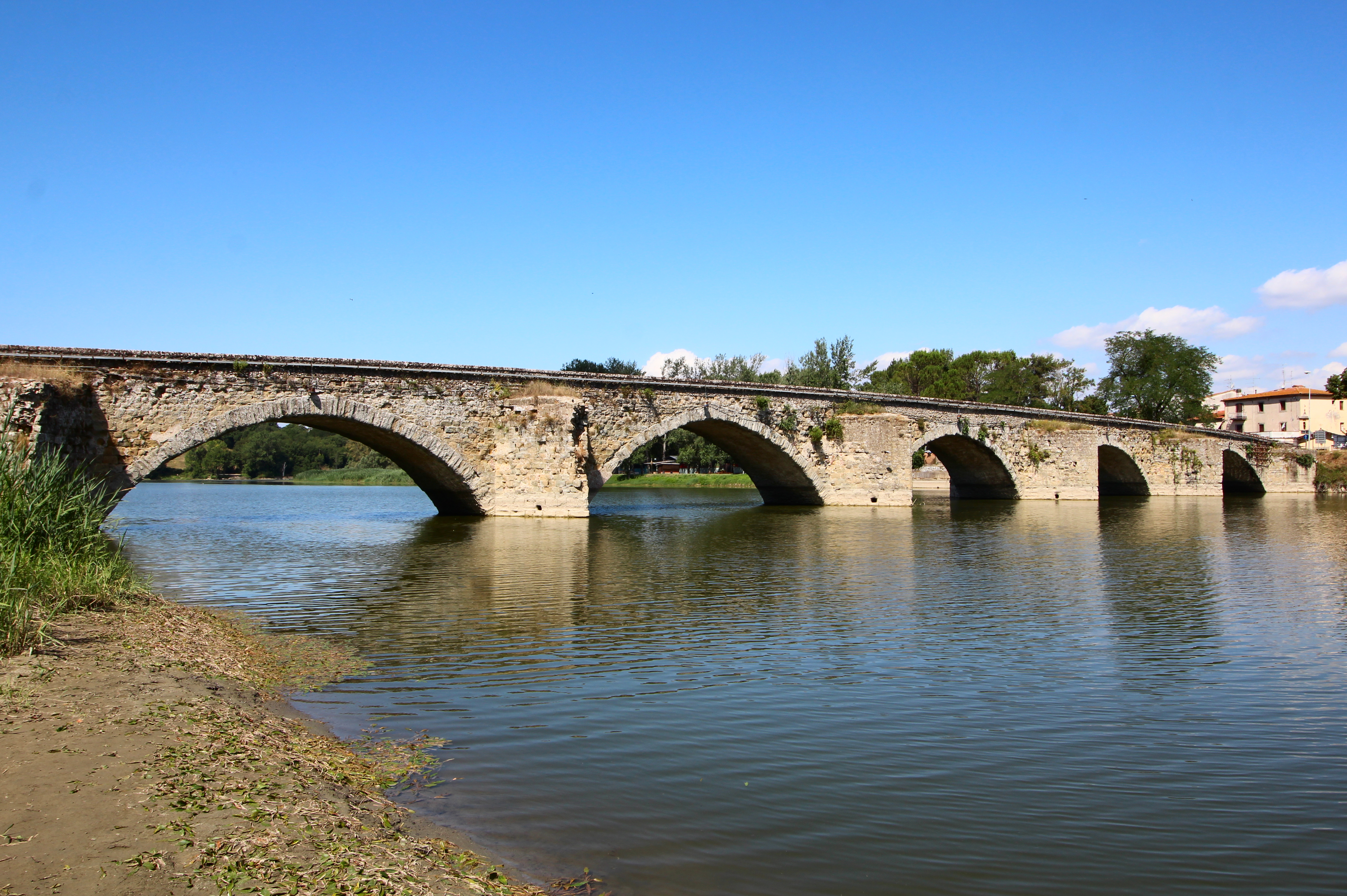
Ponte Buriano vom Südufer

Über die Brücke führt die Regionalstraße von Arezzo nach Castiglion Fibocchi, Capolona und in den Pratomagno. Der kleine Weiler nördlich der Brücke heißt ebenfalls Ponte Buriano.

## Beschreibung
Die Buriano-Brücke ist eine Sandstein-Bogenbrücke und besteht aus 7 Bögen, 5 davon überspannen den Flusslauf. Die Brückenpfeiler sind gegen und in Flussrichtung zugespitzt (Vorköpfe) und überragen die Brücke seitlich. Die Vorköpfe sind statisch wichtig. Die Fahrbahn ist seitlich durch gemauerte Brüstungen gesichert.

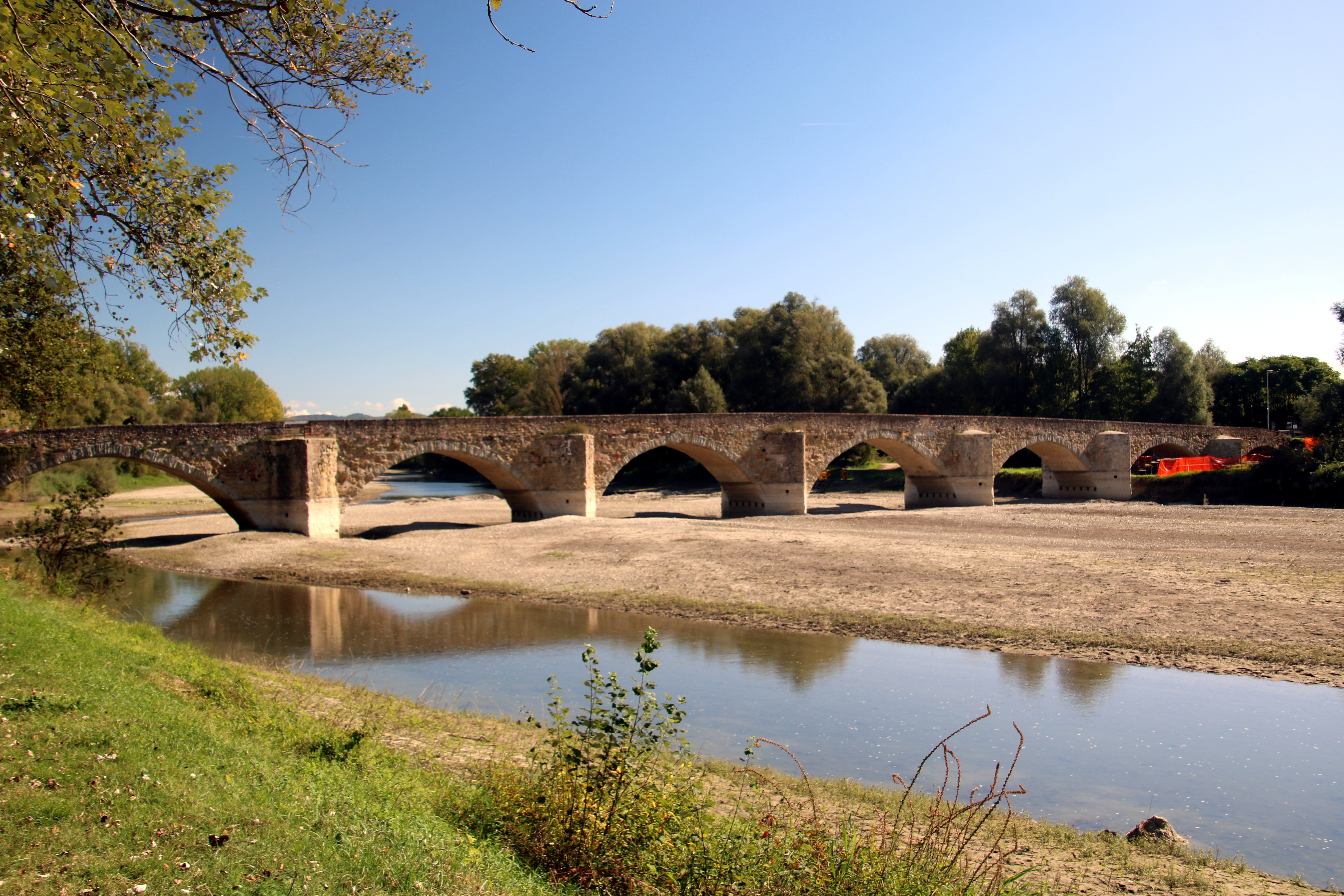
Ponte Buriano vom Nordufer bei niedrigem Wasserstand im Penna-Stausee

## Geschichte
Die Annales Arretinorum Maiores geben das Jahr 1277 als Baujahr der Brücke von Buriano an. Eine Inschrift an der Brücke nennt das Jahr 1240.
Aufgrund der nahe verlaufenden römischen Via Cassia, vermuten einige historische Studien den Bau auf Fundamenten einer römischen Vorgängerbrücke. Ein weiteres Argument für bereits vorhandene Fundamente sind die unterschiedlichen Spannweiten der Bögen. Die zur Bauzeit übliche Nutzung einer einzigen, für jeden Bogen wieder verwendeten Lehre, hätte gleiche Spannweiten der Brückenbögen zur Folge.
Im Jahr 1558 wurden die Pfeiler neu gegründet.
Im Juli 1944 versuchten deutsche Besatzungstruppen auf ihrem Rückzug, die Brücke zu sprengen, was durch nachrückende britische Einheiten verhindert wurde.

## Verkehrsführung
Die ca. 4 m breite Fahrbahn war bis 2023 einspurig und für Fahrzeuge bis 7,5 t erlaubt. Der Verkehr wurde wechselseitig mit Ampeln geregelt.
Ab September 2023 wurde die Brücke für den Autoverkehr gesperrt. Eine Umleitung erfolgt über eine Behelfsbrücke 150 m flussaufwärts.

## Verbindung zu Leonardo da Vincis Mona Lisa

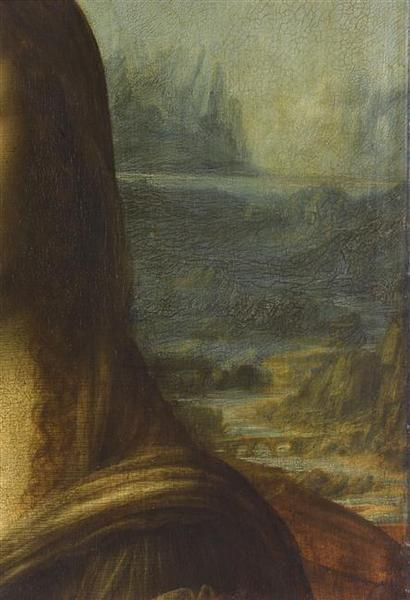
Ausschnitt aus Mona Lisa: Brücke im Hintergrund

Ab 1992 erforschte der italienische Kunsthistoriker Carlo Starnazzi die Landschaften in Gemälden und Bildern von  Leonardo da Vinci. Insbesondere stufte er die Brücke im Hintergrund der  Mona Lisa als die Ponte Buriano ein. Diese Sicht galt bis 2023.
Im Mai 2023 behauptete der Kunsthistoriker Silvano Vinceti, dass im Hintergrund der Mona Lisa nicht die Ponte Buriano, sondern die Ponte Romito abgebildet sei.

Die 1702 eingestürzte römische Brücke Ponte Romito quert den Arno 12 km flussab der Ponte Buriano etwa 2,5 km westsüdwestlich von Laterina. Von ihr ist noch einer von 4 Bögen erhalten.
Zur „Romito-Hypothese“ gibt es skeptische Bewertungen, die weiter an der „Buriano-Hypothese“ fest halten.
Arbeiten von Carlo Starnazzi sind im Museum Leonardo e l’aretino negli studi di Carlo Starnazzi in Ponte Buriano ausgestellt.